# Petasites rubellus
Petasites rubellus là một loài thực vật có hoa trong họ Cúc. Loài này được (J.F.Gmel.) Toman miêu tả khoa học đầu tiên năm 1972.